# 56. Kongress der Vereinigten Staaten
Der 56. Kongress der Vereinigten Staaten, bestehend aus dem Repräsentantenhaus und dem Senat, war die Legislative der Vereinigten Staaten. Seine Legislaturperiode dauerte vom 4. März 1899 bis zum 4. März 1901. Alle Abgeordneten des Repräsentantenhauses sowie ein Drittel der Senatoren (Klasse I) waren im Jahr 1898 bei den Kongresswahlen gewählt worden. Dabei ergab sich in beiden Kammern eine Mehrheit für die Republikanische Partei, die mit William McKinley auch den Präsidenten stellte. Der Demokratischen Partei blieb nur die Rolle in der Opposition. Der Afroamerikaner George Henry White aus North Carolina absolvierte seine zweite und letzte Amtszeit im Repräsentantenhaus. Er sollte bis 1928 der letzte Afroamerikaner in diesem Gremium bleiben. Der nächste Afroamerikaner aus dem Süden sollte erst im Jahr 1972 in den Kongress gewählt werden. Der Kongress tagte in der amerikanischen Bundeshauptstadt Washington, D.C. Die Vereinigten Staaten bestanden damals aus 45 Bundesstaaten. Die Sitzverteilung im Repräsentantenhaus basierte auf der Volkszählung von 1890.

## Wichtige Ereignisse
Siehe auch 1899 1900 und 1901
- 4. März 1899: Beginn der Legislaturperiode des 56. Kongresses
- 2. Juni 1899: Beginn des Philippinisch-Amerikanischen Kriegs
- 21. November 1899: Tod von Vizepräsident Garret Hobart, damit wird auch die Stelle des offiziellen Senatspräsidenten vakant.
- 8. Januar 1900: Präsident McKinley stellt den Alaska Distrikt unter die Kontrolle des Militärs.
- 17. Januar 1900: B. H. Roberts wird sein Sitz im Repräsentantenhaus verweigert, weil er die gesetzlich verbotene Vielehe betrieb, indem er mit mehreren Frauen gleichzeitig verheiratet war.
- 16. Februar 1900: Der Samoa Vertrag zwischen den USA, Großbritannien und dem Deutschen Reich wird unterzeichnet.
- 6. November 1900: Präsidentschafts- und Kongresswahlen in den USA. Präsident William McKinley wird wiedergewählt. Im Kongress behalten die Republikaner ihre Mehrheiten in beiden Kammern.

## Die wichtigsten Gesetze
In den Sitzungsperioden des 56. Kongresses wurden unter anderem folgende Bundesgesetze verabschiedet (siehe auch: Gesetzgebungsverfahren):
- 14. März 1900: Gold Standard Act
- 2. April 1900: Foraker Act, dabei geht es um die Errichtung einer zivilen Verwaltung für Puerto Rico.

## Zusammensetzung nach Parteien

### Senat
- Demokratische Partei: 26
- Republikanische Partei: 53 (Mehrheit)
- Sonstige: 10
- Vakant: 1

Gesamt: 90

### Repräsentantenhaus
- Demokratische Partei: 161
- Republikanische Partei: 187 (Mehrheit)
- Sonstige: 9
- Vakant: 0

Gesamt: 357
Außerdem gab es noch vier nicht stimmberechtigte Kongressdelegierte.

## Amtsträger

### Senat
- Präsident des Senats: Garret Hobart (R) bis zum 21. November 1899, danach was das Amt unbesetzt.
- Präsident pro tempore: William P. Frye (R)

### Repräsentantenhaus
- Sprecher des Repräsentantenhauses: David B. Henderson (R)

#### Führung der Mehrheitspartei
- Mehrheitsführer: Sereno E. Payne (R)

#### Führung der Minderheitspartei
- Minderheitsführer: James D. Richardson (D)

## Senatsmitglieder
Im 56. Kongress vertraten folgende Senatoren ihre jeweiligen Bundesstaaten:
| Alabama - 2. John Tyler Morgan (D) - 3. Edmund Pettus (D) Arkansas - 2. James Henderson Berry (D) - 3. James Kimbrough Jones (D) Kalifornien - 1. Thomas R. Bard (R) ab dem 7. Februar 1900 - 3. George Clement Perkins (R) Colorado - 2. Edward O. Wolcott (R) - 3. Henry Moore Teller (SR= Silver Republican Party) Connecticut - 1. Joseph Roswell Hawley (R) - 3. Orville H. Platt (R) Delaware - 1. Vakant - 2. Richard R. Kenney (R) Florida - 1. Samuel Pasco (D) bis zum 18. April 1899 - James Taliaferro (D) ab dem 19. April 1899 - 3. Stephen R. Mallory Jr. (D) Georgia - 2. Augustus Octavius Bacon (D) - 3. Alexander S. Clay (D) Idaho - 2. George Laird Shoup (R) - 3. Henry Heitfeld (P= Populist Party) Illinois - 2. Shelby Moore Cullom (R) - 3. William E. Mason (R) Indiana - 1. Albert J. Beveridge (R) - 3. Charles W. Fairbanks (R) Iowa - 2. John H. Gear (R) bis zum 14. Juli 1900 - Jonathan P. Dolliver (R) ab dem 22. August 1900 - 3. William B. Allison (R) Kansas - 2. Lucien Baker (R) - 3. William A. Harris (P) Kentucky - 2. William Lindsay (D) - 3. William Joseph Deboe (R) Louisiana - 2. Donelson Caffery (D) - 3. Samuel D. McEnery (D) Maine - 1. Eugene Hale (R) - 2. William P. Frye (R) Maryland - 1. Louis E. McComas (R) - 3. George Wellington (R) Massachusetts - 1. Henry Cabot Lodge (R) - 2. George Frisbie Hoar (R) Michigan - 1. Julius C. Burrows (R) - 2. James McMillan (R) Minnesota - 1. Cushman Kellogg Davis (R) bis zum 7. November 1900 - Charles Arnette Towne (D) vom 5. Dezember 1900 bis zum 23. Januar 1901 - Moses Edwin Clapp (R) ab dem 23. Januar 1901 - 2. Knute Nelson (R) Mississippi - 1. Hernando Money (D) - 2. William V. Sullivan (D) Missouri - 1. Francis Cockrell (D) - 3. George Graham Vest (D) | Montana - 1. William A. Clark (D) bis zum 15. Mai 1900, danach blieb der Sitz vakant - 2. Thomas Henry Carter (R) Nebraska - 1. Monroe Leland Hayward (R) vom 8. März bis zum 5. Dezember 1899 - William V. Allen (P) ab dem 13. Dezember 1899 - 2. John Mellen Thurston (R) Nevada - 1. William M. Stewart (S) - 3. John P. Jones (S) New Hampshire - 2. William E. Chandler (R) - 3. Jacob Harold Gallinger (R) New Jersey - 1. John Kean (R) - 2. William Joyce Sewell (R) New York - 1. Chauncey Depew (R) - 3. Thomas C. Platt (R) North Carolina - 2. Marion Butler (P) - 3. Jeter Connelly Pritchard (R) North Dakota - 1. Porter J. McCumber (R) - 3. Henry C. Hansbrough (R) Ohio - 1. Mark Hanna (R) - 3. Joseph B. Foraker (R) Oregon - 2. George W. McBride (R) - 3. Joseph Simon (R) Pennsylvania - 1. Matthew Quay (R) ab dem 16. Januar 1901 - 3. Boies Penrose (R) Rhode Island - 1. Nelson W. Aldrich (R) - 2. George P. Wetmore (R) South Carolina - 2. Benjamin Tillman (D) - 3. John L. McLaurin (D) South Dakota - 2. Richard F. Pettigrew (R) - 3. James H. Kyle (P) Tennessee - 1. William B. Bate (D) - 2. Thomas B. Turley (D) Texas - 1. Charles Allen Culberson (D) - 2. Horace Chilton (D) Utah - 1. Thomas Kearns (R) ab dem 23. Januar 1901 - 3. Joseph Lafayette Rawlins (D) Vermont - 1. Redfield Proctor (R) - 3. Jonathan Ross (R) bis zum 18. Oktober 1900 - William P. Dillingham (R) ab dem 18. Oktober 1900 Virginia - 1. John W. Daniel (D) - 2. Thomas S. Martin (D) Washington - 1. Addison G. Foster (R) - 3. George Turner (S) West Virginia - 1. Nathan B. Scott (R) - 2. Stephen Benton Elkins (R) Wisconsin - 1. Joseph V. Quarles (R) - 3. John Coit Spooner (R) Wyoming - 1. Clarence Don Clark (R) - 2. Francis E. Warren (R) |

## Mitglieder des Repräsentantenhauses
Folgende Kongressabgeordnete vertraten im 56. Kongress die Interessen ihrer jeweiligen Bundesstaaten:
| Alabama 9 Wahlbezirke - 1. George W. Taylor (D) - 2. Jesse F. Stallings (D) - 3. Henry De Lamar Clayton, Jr. (D) - 4. Gaston A. Robbins (D) bis zum 8. März 1900 - William F. Aldrich (R) ab dem 8. März 1900 - 5. Willis Brewer (D) - 6. John H. Bankhead (D) - 7. John Lawson Burnett (D) - 8. Joseph Wheeler (D) bis zum 20. April 1900 - William N. Richardson (D) ab dem 3. Dezember 1900 - 9. Oscar Underwood (D) Arkansas 6 Wahlbezirke. - 1. Philip D. McCulloch (D) - 2. John Sebastian Little (D) - 3. Thomas Chipman McRae (D) - 4. William L. Terry (D) - 5. Hugh A. Dinsmore (D) - 6. Stephen Brundidge (D) Kalifornien 7 Wahlbezirke. - 1. John All Barham (R) - 2. Marion De Vries (D) bis zum 20. August 1900 - Samuel D. Woods (R) ab dem 3. Dezember 1900 - 3. Victor H. Metcalf (R) - 4. Julius Kahn (R) - 5. Eugene F. Loud (R) - 6. Russell J. Waters (R) - 7. James C. Needham (R) Colorado 2 Wahlbezirke - 1. John F. Shafroth (SR) - 2. John Calhoun Bell (P) Connecticut 4 Wahlbezirke - 1. E. Stevens Henry (R) - 2. Nehemiah D. Sperry (R) - 3. Charles A. Russell (R) - 4. Ebenezer J. Hill (R) Delaware Staatsweite Wahl - John H. Hoffecker (R) bis zum 16. Juni 1900 - Walter O. Hoffecker (R) ab dem 3. Dezember 1900 Florida Zwei Wahlbezirke - 1. Stephen M. Sparkman (D) - 2. Robert Wyche Davis (D) Georgia 11 Wahlbezirke - 1. Rufus E. Lester (D) - 2. James M. Griggs (D) - 3. Elijah B. Lewis (D) - 4. William C. Adamson (D) - 5. Leonidas F. Livingston (D) - 6. Charles Lafayette Bartlett (D) - 7. John W. Maddox (D) - 8. William Marcellus Howard (D) - 9. Farish Carter Tate (D) - 10. William Henry Fleming (D) - 11. William Gordon Brantley (D) Idaho Staatsweite Wahl - Edgar Wilson (Silver Republican) Illinois 22 Wahlbezirke - 1. James Robert Mann (R) - 2. William Lorimer (R) - 3. George Peter Foster (D) - 4. Thomas Cusack (D) - 5. Edward Thomas Noonan (D) - 6. Henry Sherman Boutell (R) - 7. George Edmund Foss (R) - 8. Albert J. Hopkins (R) - 9. Robert R. Hitt (R) - 10. George W. Prince (R) - 11. Walter Reeves (R) - 12. Joseph Gurney Cannon (R) - 13. Vespasian Warner (R) - 14. Joseph V. Graff (R) - 15. Benjamin F. Marsh (R) - 16. William E. Williams (D) - 17. Ben F. Caldwell (D) - 18. Thomas M. Jett (D) - 19. Joseph B. Crowley (D) - 20. James R. Williams (D) - 21. William A. Rodenberg (R) - 22. George W. Smith (R) Indiana 13 Wahlbezirke - 1. James A. Hemenway (R) - 2. Robert W. Miers (D) - 3. William T. Zenor (D) - 4. Francis M. Griffith (D) - 5. George W. Faris (R) - 6. James Eli Watson (R) - 7. Jesse Overstreet (R) - 8. George W. Cromer (R) - 9. Charles B. Landis (R) - 10. Edgar D. Crumpacker (R) - 11. George Washington Steele (R) - 12. James McClellan Robinson (D) - 13. Abraham L. Brick (R) Iowa 11 Wahlbezirke - 1. Thomas Hedge (R) - 2. Joseph R. Lane (R) - 3. David B. Henderson (R) - 4. Gilbert N. Haugen (R) - 5. Robert G. Cousins (R) - 6. John F. Lacey (R) - 7. John A. T. Hull (R) - 8. William Peters Hepburn (R) - 9. Smith McPherson (R) bis zum 6. Juni 1900 - Walter I. Smith (R) ab dem 3. Dezember 1900 - 10. Jonathan P. Dolliver (R) bis zum 22. August 1900 - James Perry Conner ab dem 4. Dezember 1900 - 11. Lot Thomas (R) Kansas 7 Wahlbezirke. Außerdem wurde ein Abgeordneter staatsweit gewählt - 1. Charles Curtis (R) - 2. Justin De Witt Bowersock (R) - 3. Edwin R. Ridgely (P) - 4. James Monroe Miller (R) - 5. William A. Calderhead (R) - 6. William A. Reeder (R) - 7. Chester I. Long (R) - 8. Willis Bailey (R) staatsweit gewählt Kentucky 11 Wahlbezirke - 1. Charles K. Wheeler (D) - 2. Henry Dixon Allen (D) - 3. John Stockdale Rhea (D) - 4. David Highbaugh Smith (D) - 5. Oscar Turner (D) - 6. Albert S. Berry (D) - 7. Evan E. Settle (D) bis zum 16. November 1899 - June Ward Gayle (D) ab dem 15. Januar 1900 - 8. George G. Gilbert (D) - 9. Samuel Johnson Pugh (R) - 10. Thomas Y. Fitzpatrick (D) - 11. Vincent Boreing (R) Louisiana 6 Wahlbezirke - 1. Adolph Meyer (D) - 2. Robert C. Davey (D) - 3. Robert F. Broussard (D) - 4. Phanor Breazeale (D) - 5. Samuel T. Baird (D) bis zum 22. April 1899 - Joseph E. Ransdell (D) ab dem 29. August 1899 - 6. Samuel Matthews Robertson (D) Maine 4 Wahlbezirke - 1. Thomas Brackett Reed (R) bis zum 4. September 1899 - Amos L. Allen (R) ab dem 6. November 1899 - 2. Charles E. Littlefield (R) ab dem 19. Juni 1899 - 3. Edwin C. Burleigh (R) - 4. Charles A. Boutelle (R) bis zum 3. März 1901 Maryland 6 Wahlbezirke. - 1. John Walter Smith (D) bis zum 12. Januar 1900 - Josiah Kerr (R) ab dem 6. November 1900 - 2. William Benjamin Baker (R) - 3. Frank Charles Wachter (R) - 4. James William Denny (D) - 5. Sydney Emanuel Mudd (R) - 6. George Alexander Pearre (R) Massachusetts 13 Wahlbezirke - 1. George P. Lawrence (R) - 2. Frederick H. Gillett (R) - 3. John R. Thayer (D) - 4. George W. Weymouth (R) - 5. William Shadrach Knox (R) - 6. William H. Moody (R) - 7. Ernest W. Roberts (R) - 8. Samuel W. McCall (R) - 9. John F. Fitzgerald (D) - 10. Henry F. Naphen (D) - 11. Charles F. Sprague (R) - 12. William C. Lovering (R) - 13. William S. Greene (R) Michigan 12 Wahlbezirke - 1. John Blaisdell Corliss (R) - 2. Henry C. Smith (R) - 3. Washington Gardner (R) - 4. Edward L. Hamilton (R) - 5. William Alden Smith (R) - 6. Samuel William Smith (R) - 7. Edgar Weeks (R) - 8. Joseph W. Fordney (R) - 9. Roswell P. Bishop (R) - 10. Rousseau Owen Crump (R) - 11. William S. Mesick (R) - 12. Carlos D. Shelden (R) Minnesota 7. Wahlbezirke - 1. James Albertus Tawney (R) - 2. James McCleary (R) - 3. Joel Heatwole (R) - 4. Frederick Stevens (R) - 5. Loren Fletcher (R) - 6. Robert P. Morris (R) - 7. Frank Eddy (R) Mississippi 7 Wahlbezirke - 1. John Mills Allen (D) - 2. Thomas Spight (D) - 3. Thomas C. Catchings (D) - 4. Andrew F. Fox (D) - 5. John Sharp Williams (D) - 6. Frank A. McLain (D) - 7. Patrick Henry (D) Missouri 15 Wahlbezirke - 1. James Tilghman Lloyd (D) - 2. William W. Rucker (D) - 3. John Dougherty (D) - 4. Charles F. Cochran (D) - 5. William S. Cowherd (D) - 6. David A. De Armond (D) - 7. James Cooney (D) - 8. Richard P. Bland (D) bis zum 15. Juni 1899 - Dorsey William Shackleford (D) ab dem 29. August 1899 - 9. Champ Clark (D) - 10. Richard Bartholdt (R) - 11. Charles Frederick Joy (R) - 12. Charles Edward Pearce (R) - 13. Edward Robb (D) - 14. Willard Duncan Vandiver (D) - 15. Maecenas Eason Benton (D) Montana Staatsweite Wahl - Albert J. Campbell (D) | Nebraska 6 Wahlbezirke - 1. Elmer Jacob Burkett (R) - 2. David Henry Mercer (R) - 3. John Seaton Robinson (D) - 4. William Ledyard Stark (P) - 5. Roderick Dhu Sutherland (P) - 6. William Laury Greene (P) bis zum 11. März 1899 - William Neville (P) ab dem 4. Dezember 1899 Nevada Staatsweite Wahl - Francis G. Newlands (S) New Hampshire 2 Wahlbezirke - 1. Cyrus A. Sulloway (R) - 2. Frank Gay Clarke (R) bis zum 9. Januar 1901, danach blieb der Sitz vakant New Jersey 8 Wahlbezirke - 1. Henry C. Loudenslager (R) - 2. John J. Gardner (R) - 3. Benjamin Franklin Howell (R) - 4. Joshua S. Salmon (D) - 5. James F. Stewart (R) - 6. Richard W. Parker (R) - 7. William Davis Daly (D) bis zum 31. Juli 1900 - Allan Langdon McDermott (D) ab dem 3. Dezember 1900 - 8. Charles N. Fowler (R) New York 34 Wahlbezirke - 1. Townsend Scudder (D) - 2. John Joseph Fitzgerald (D) - 3. Edmund H. Driggs (D) - 4. Bertram Tracy Clayton (D) - 5. Frank E. Wilson (D) - 6. Mitchell May (D) - 7. Nicholas Muller (D) - 8. Daniel J. Riordan (D) - 9. Thomas J. Bradley (D) - 10. Amos J. Cummings (D) - 11. William Sulzer (D) - 12. George B. McClellan Jr. D) - 13. Jefferson Monroe Levy (D) - 14. William A. Chanler (D) - 15. Jacob Ruppert (D) - 16. John Q. Underhill (D) - 17. Arthur S. Tompkins (R) - 18. John H. Ketcham (R) - 19. Aaron Van Schaick Cochrane (R) - 20. Martin H. Glynn (D) - 21. John Knox Stewart (R) - 22. Lucius Littauer (R) - 23. Louis W. Emerson (R) - 24. Charles A. Chickering (R) bis zum 13. Februar 1900 - Albert D. Shaw (R) vom 6. Nov. 1900 bis zum 10. Feb. 1901, danach blieb der Sitz vakant - 25. James S. Sherman (R) - 26. George W. Ray (R) - 27. Michael E. Driscoll (R) - 28. Sereno E. Payne (R) - 29. Charles W. Gillet (R) - 30. James Wolcott Wadsworth (R) - 31. James M. E. O’Grady (R) - 32. William H. Ryan (D) - 33. De Alva S. Alexander (R) - 34. Edward B. Vreeland (R) ab dem 7. November 1899 North Carolina 9 Wahlbezirke - 1. John Humphrey Small (D) - 2. George Henry White (R) - 3. Charles R. Thomas (D) - 4. John Wilbur Atwater (P) - 5. William Walton Kitchin (D) - 6. John Dillard Bellamy (D) - 7. Theodore F. Kluttz (D) - 8. Romulus Zachariah Linney (R) - 9. William T. Crawford (D) bis zum 10. Mai 1900 - Richmond Pearson (R) ab dem 10. Mai 1900 North Dakota Staatsweite Wahl - Burleigh F. Spalding (R) Ohio 21 Wahlbezirke - 1. William B. Shattuc (R) - 2. Jacob H. Bromwell (R) - 3. John Lewis Brenner (D) - 4. Robert B. Gordon (D) - 5. David Meekison (D) - 6. Seth W. Brown (R) - 7. Walter L. Weaver (R) - 8. Archibald Lybrand (R) - 9. James H. Southard (R) - 10. Stephen Morgan (R) - 11. Charles H. Grosvenor (R) - 12. John J. Lentz (D) - 13. James A. Norton (D) - 14. Winfield S. Kerr (R) - 15. H. Clay Van Voorhis (R) - 16. Lorenzo Danford (R) bis zum 19. Juni 1899 - Joseph J. Gill (R) ab dem 4. Dezember 1899 - 17. John A. McDowell (D) - 18. Robert Walker Tayler (R) - 19. Charles W. F. Dick (R) - 20. Fremont O. Phillips (R) - 21. Theodore E. Burton (R) Oregon 2 Wahlbezirke - 1. Thomas H. Tongue (R) - 2. Malcolm A. Moody (R) Pennsylvania 28 Wahlbezirke. Außerdem wurden zwei Abgeordnete staatsweit gewählt - 1. Henry H. Bingham (R) - 2. Robert Adams (R) - 3. William McAleer (D) - 4. James R. Young (R) - 5. Alfred C. Harmer (R) bis zum 6. März 1900 - Edward de Veaux Morrell (R) ab dem 6. November 1900 - 6. Thomas S. Butler (Unabhängiger Republikaner) - 7. Irving Price Wanger (R) - 8. Laird Howard Barber (D) - 9. Daniel Ermentrout (D) bis zum 17. September 1899 - Henry Dickinson Green (D) ab dem 7. November 1899 - 10. Marriott Henry Brosius (R) - 11. William Connell (R) - 12. Stanley Woodward Davenport (D) - 13. James Wilfrid Ryan (D) - 14. Marlin Edgar Olmsted (R) - 15. Charles Frederick Wright (R) - 16. Horace Billings Packer (R) - 17. Rufus King Polk (D) - 18. Thaddeus Maclay Mahon (R) - 19. Edward Danner Ziegler (D) - 20. Joseph Earlston Thropp (R) - 21. Summers Melville Jack (R) - 22. John Dalzell (R) - 23. William Harrison Graham (R) - 24. Ernest F. Acheson (R) - 25. Joseph Baltzell Showalter (R) - 26. Athelston Gaston (D) - 27. Joseph C. Sibley (D) - 28. James Hall (D) - 29. Samuel Arza Davenport (R) staatsweit gewählt - 30. Galusha A. Grow (R) staatsweit gewählt Rhode Island 2 Wahlbezirke - 1. Melville Bull (R) - 2. Adin B. Capron (R) South Carolina 7 Wahlbezirke. - 1. William Elliott (D) - 2. W. Jasper Talbert (D) - 3. Asbury Latimer (D) - 4. Stanyarne Wilson (D) - 5. David E. Finley (D) - 6. James Norton (D) - 7. J. William Stokes (D) South Dakota Staatsweite Wahlen für beide Abgeordneten - Charles H. Burke (R) - Robert J. Gamble (R) Tennessee 10 Wahlbezirke - 1. Walter P. Brownlow (R) - 2. Henry R. Gibson (R) - 3. John A. Moon (D) - 4. Charles Edward Snodgrass (D) - 5. James D. Richardson (D) - 6. John W. Gaines (D) - 7. Nicholas N. Cox (D) - 8. Thetus W. Sims (D) - 9. Rice Alexander Pierce (D) - 10. Edward W. Carmack (D) Texas 13 Wahlbezirke. - 1. Thomas Henry Ball (D) - 2. Samuel B. Cooper (D) - 3. Reese C. De Graffenreid (D) - 4. John Levi Sheppard (D) - 5. Joseph Weldon Bailey (D) - 6. Robert E. Burke (D) - 7. Robert Lee Henry (D) - 8. Samuel W. T. Lanham (D) - 9. Albert S. Burleson (D) - 10. Robert B. Hawley (R) - 11. Rudolph Kleberg (D) - 12. James Luther Slayden (D) - 13. John Hall Stephens (D) Utah Staatsweite Wahlen - William H. King (D) ab dem 2. April 1900 Vermont 2 Wahlbezirke - 1. H. Henry Powers (R) - 2. William W. Grout (R) Virginia 10 Wahlbezirke - 1. William Atkinson Jones (D) - 2. William Albin Young (D) bis zum 12. März 1900 - Richard Alsop Wise (R) ab dem 12. März bis zum 21. Dez. 1900, danach blieb der Sitz vakant - 3. John Lamb (D) - 4. Sydney Parham Epes (D) bis zum 3. März 1900 - Francis R. Lassiter (D) ab dem 19. April 1900 - 5. Claude A. Swanson (D) - 6. Peter J. Otey (D) - 7. James Hay (D) - 8. John Franklin Rixey (D) - 9. William Francis Rhea (D) - 10. Julian M. Quarles (D) Washington Staatsweite Wahl - Francis W. Cushman (R) - Wesley Livsey Jones (R) West Virginia 4 Wahlbezirke - 1. Blackburn B. Dovener (R) - 2. Alston G. Dayton (R) - 3. David Emmons Johnston (D) - 4. Romeo H. Freer (R) Wisconsin 10 Wahlbezirke - 1. Henry A. Cooper (R) - 2. Herman Bjorn Dahle (R) - 3. Joseph W. Babcock (R) - 4. Theobald Otjen (R) - 5. Samuel S. Barney (R) - 6. James H. Davidson (R) - 7. John J. Esch (R) - 8. Edward S. Minor (R) - 9. Alexander Stewart (R) - 10. John J. Jenkins (R) Wyoming Staatsweite Wahlen - Franklin Wheeler Mondell (R) |

Nicht stimmberechtigte Mitglieder im Repräsentantenhaus:
- Arizona-Territorium: John Frank Wilson (D)
- Hawaii-Territorium: Robert William Wilcox (Unabhängiger)
- New-Mexico-Territorium: Pedro Perea (R)
- Oklahoma-Territorium: Dennis Thomas Flynn (R)